# تپه نضیر
تپه نضیر مربوط به دوران پیش از تاریخ ایران باستان تا دوران‌های تاریخی پس از اسلام است و در شهرستان مهران، بخش مرکزی، روستای امامزاده سید حسن (ع) واقع شده و این اثر در تاریخ ۱۰ مهر ۱۳۸۰ با شمارهٔ ثبت ۳۹۹۲ به‌عنوان یکی از آثار ملی ایران به ثبت رسیده است.